# Jeseter čínský
Jeseter čínský (Acipenser sinensis) je kriticky ohrožený druh jesetera z Číny, který se řadí mezi živoucí fosilie. Na mnoha místech původního výskytu byl vyhuben kvůli nadměrnému rybolovu a ztrátě stanovišť. Je přísně chráněn čínskou vládou a probíhá snaha o jeho ochranu, včetně vypouštění mladých jedinců do řeky Jang-c-ťiang.[kdo?]
Dříve se v Číně označoval za pochoutku. 

## Popis
Hlava je zašpičatělá, s ústy pod čelistí. Dospělý jedinec může dosahovat délky až 5 metrů při váze 550 kg, což ho činí jedním z největších jeseterů.